# Quique González
Enrique González Casín dit Quique, né le 16 mai 1990 à Valladolid en Espagne, est un footballeur espagnol évoluant au poste d'attaquant au SD Eibar.

## Biographie
Il inscrit 15 buts en deuxième division espagnole lors de la saison 2015-2016, puis 16 buts dans ce même championnat en 2016-2017.
Le 20 juillet 2018, il s'engage avec le Deportivo La Corogne.
En juillet 2019, Quique signe au SD Eibar pour une somme de 3,5 millions d'euros et un contrat de cinq ans.